# Liste der Bodendenkmäler in Schollbrunn
Auf dieser Seite sind die Bodendenkmäler in der unterfränkischen Gemeinde Schollbrunn zusammengestellt. Diese Tabelle ist eine Teilliste der Liste der Bodendenkmäler in Bayern. Grundlage ist die Bayerische Denkmalliste, die auf Basis des Bayerischen Denkmalschutzgesetzes vom 1. Oktober 1973 erstmals erstellt wurde und seither durch das Bayerische Landesamt für Denkmalpflege geführt wird. Die folgenden Angaben ersetzen nicht die rechtsverbindliche Auskunft der Denkmalschutzbehörde.

## Bodendenkmäler der Gemeinde Schollbrunn

### Bodendenkmäler in der Gemarkung Altenbucher Forst
| Lage                         | Objekt                                               | Akten-Nr.     | Bild |
| ---------------------------- | ---------------------------------------------------- | ------------- | ---- |
| Altenbucher Forst (Standort) | Spätmittelalterliche bis frühneuzeitliche Glashütte. | D-6-6122-0008 |      |

### Bodendenkmäler in der Gemarkung Schollbrunn
| Lage                   | Objekt | Akten-Nr.     | Bild |
| ---------------------- | --- | ------------- | ---- |
| Schollbrunn (Standort) | Mittelalterliche Vorgängerbauten der Kirche des 19. Jahrhunderts sowie Friedhof des Mittelalters und der Neuzeit. | D-6-6122-0011 |      |
| Schollbrunn (Standort) | Untertägige Teile der Markuskapelle der frühen Neuzeit.                                                           | D-6-6122-0012 |      |
| Schollbrunn (Standort) | Untertägige Teile des Kartäuserklosters Grünau des Mittelalters und der Neuzeit.                                  | D-6-6122-0013 |      |
| Schollbrunn (Standort) | Mittelalterlicher Burgstall.                                                                                      | D-6-6123-0012 |      |